# Gargara tuberculata
Gargara tuberculata är en insektsart som beskrevs av William D. Funkhouser. Gargara tuberculata ingår i släktet Gargara och familjen hornstritar. Inga underarter finns listade i Catalogue of Life.